# Арчединский нефтегазоносный район
Арчеди́нский нефтегазоно́сный райо́н — один из нефтегазоносных районов Волго-Уральской нефтегазоносной области одноимённого бассейна (провинции). Находится на территории Волгоградской области, большая часть — во Фроловском районе и городе Фролово.
Добычу и разведку нефти и газа осуществляют ООО «РИТЭК», ЗАО «Фроловское НГДУ», ООО «Медведица Нефть».
На территории Арчединского нефтегазоносного района находятся около 50 нефтяных, газовых, нефтегазовых и нефтегазоконденсатных месторождений. Среди них и первое месторождение области — Арчединское нефтегазовое.

## История
В 1920-х годах в пойме Дона и его притоков Иловли и Медведицы на территории тогда ещё Царицынской губернии и Нижне-Волжского края начался поиск месторождений нефти и газа, который прервала начавшаяся война.
В 1944 году исследования возобновились, и конце года во Фролово была организована Сталинградская геологоразведочная контора, которая занималась бурением разведочных скважин для выявления газа и нефти. 4 октября 1945 года было открыто первое месторождение углеводородов на территории области — Арчединское нефтегазовое месторождение.
В 1946 году месторождение дало первый газ. В марте 1948 года скважина № 4 Арчединского месторождения впервые дала нефть из отложений Бобриковского горизонта, а в ноябре из этой скважины была получена первая тонна нефти, положившая начало промышленной добыче нефти на Нижней Волге. 1 декабря 1949 года начинается промышленная эксплуатация месторождения:37.
Промышленная разработка начата в 1953 году. Этот год считается началом нефтегазодобывающей промышленности Волгоградской области. В том же году был достроен магистральный газопровод «Арчеда — Сталинград» и в разрушенный войной город прибыла первая партия газа.

## Память
В 2017 году во Фролово открыта скульптурная композиция — станок-качалка.
- Станок-качалка
- Памятная табличка